# Педіна-Міке
Педіна-Міке (рум. Pădina Mică) — село у повіті Мехедінць в Румунії. Входить до складу комуни Педіна-Маре.
Село розташоване на відстані 246 км на захід від Бухареста, 35 км на південний схід від Дробета-Турну-Северина, 66 км на захід від Крайови.

## Населення
За даними перепису населення 2002 року у селі проживали 306 осіб, усі — румуни. Усі жителі села рідною мовою назвали румунську.